# Phaeocytostroma plurivorum
Phaeocytostroma plurivorum är en svampart som beskrevs av B. Sutton 1980. Phaeocytostroma plurivorum ingår i släktet Phaeocytostroma, divisionen sporsäcksvampar och riket svampar.   Inga underarter finns listade i Catalogue of Life.